# Кровная связь (фильм)
«Кровная связь» (англ. Bloodline) — кинофильм 1979 года. Экранизация одноимённого романа Сидни Шелдона.

## Сюжет
Сэм Роффе, президент крупной компании, погиб во время восхождения на гору. Полицейское расследование показывает, что это был не несчастный случай, а убийство. Фармацевтическая компания достаётся дочери Сэма — Элизабет Роффе. Разбираясь с делами покойного отца, она узнаёт, что у него было много врагов внутри фирмы. Совет директоров настоятельно рекомендует ей продать свою долю акций. То же самое хотят сделать члены семьи Роффе, но Элизабет упорно отказывается. Отец хотел сохранить бизнес.
Теперь уже жизни самой Элизабет грозит опасность — на неё совершено несколько покушений. Доверять ей некому

## В ролях
- Одри Хепбёрн — Элизабет Роффе
- Бен Газзара — Рис Уильямс
- Джеймс Мэйсон — сэр Алек Николс
- Клаудиа Мори — Донателла
- Ирен Папас — Симонетта Палацци
- Мишель Филлипс — Вивьен Николс
- Роми Шнайдер — Хелен Мартин
- Омар Шариф — Иво Палацци
- Герт Фрёбе — инспектор Макс Хорнунг

Единственный фильм с Одри Хепбёрн, отнесённый американской киноассоциацией к категории R.[значимость факта?]